# Penryn (Anglia)
Penryn (korn. Penrynn) – miasto w Wielkiej Brytanii, w Anglii w Kornwalii, położone na przedmieściu Falmouth. W 2001 zamieszkiwało je 6 227 osób.

## Historia
Penryn jest jednym z najstarszych miast Kornwalii. W Domesday Book wymieniony był jako Trelivel. Miasto zostało założone w 1216 przez księcia Exeteru. Istniał tu uniwersytet Glasney College, zlikwidowany przez Henryka VIII jako odwet za rebelię modlitewników. W średniowieczu i czasach nowożytnych miasto było portem, z którego wywożono cynę i miedź. W 1312 miasto otrzymało przywilej corocznego targu. Miasto wkrótce stało się bogate – 22 kupców z miasta płaciło subsydia, w porównaniu z 42 z Truro i 33 z Helston.